# Half the World Is Watching Me
Half the World Is Watching Me è il secondo album in studio del gruppo musicale alternative rock danese Mew, pubblicato nel 2000. Il disco è stato ristampato e ripubblicato nel 2007 con tracce aggiuntive.

## Tracce
Edizione originale
1. Ending - 2:01 (in negativo)
2. Am I Wry? No - 4:43
3. Mica - 2:58
4. Saliva - 4:08
5. King Christian - 4:25
6. Her Voice Is Beyond Her Years - 4:22
7. 156 - 4:48
8. Symmetry - 5:18
9. Comforting Sounds - 8:46

CD Bonus 2007
1. Half the World Is Watching Me (studio outtake) - 3:05
2. Her Voice Is Beyond Her Years (live 2001) - 3:19
3. Mica (live 2001) - 3:42
4. Wheels Over Me (live 2001) - 2:43
5. Wherever (live 2001) - 5:32
6. 156 (Cubase demo) - 5:22
7. Quietly (demo) - 3:29
8. Comforting Sounds (Do I Look Puerto Rican?) (demo) - 7:49

## Formazione
- Jonas Bjerre - chitarra, piano, voce
- Silas Graae - batteria, percussioni
- Bo Madsen - chitarra, piano
- Johan Wohlert - basso, chitarra